# Elmira Antommarchi
Elmira Antommarchi (Cúcuta, Colombia, s. XIX -Cúcuta, Colombia, s. XX) fue una poetisa colombiana que publicó numerosos poemas. Todos sus poemas aparecen en diversas antologías. Sus hermanas, Hortensia Antommarchi y Dorila Antommarchi, también fueron poetas publicadas.

## Obras
- Poesías (coautoras: Hortensia Antommarchi de Vásquez y Dorila Antommarchi de Rojas). Editorial de Cromoa, 1930 - 388 p.